# Каламкаров, Хачатур Артёмович
Хачатур Артёмович Каламкаров (26 февраля 1927, Краснодар — 10 февраля 1998) — советский учёный-стоматолог, доктор медицинских наук (1967), профессор (1968). Одним из первых в СССР внедрил в практику металлокерамические протезы. Его классификация аномалий прикуса была принята ВОЗ.

## Биография

Могила Х. А. Каламкарова

В 1950 году Каламкаров окончил Московский медицинский стоматологический институт (ММСИ). После работал в челюстно-лицевом госпитале Москвы. В 1953 году учился в аспирантуре ММСИ, где в 1956 году получил кандидатскую степень. Затем был отправлен в Калининский государственный медицинский институт, где работал на кафедре ортопедической стоматологии доцентом, параллельно готовя докторскую диссертацию.
К 1962 году вернулся в ММСИ. В 1963 году в Московском институте была создана кафедра детской стоматологии — первой в СССР, где Каламкаров вёл курс ортодонтии под руководством профессора А. А. Колесова.
Каламкаров изучал зубочелюстные аномалия, отклонения в прикусе, тканевые изменения в челюсти, перемещения челюсти и другие проблемы у детей, результаты исследований легли в докторскую диссертацию 1967 года «Морфологические изменения в зубочелюстной системе при ортодонтических вмешательствах в период молочного и сменного прикуса», где он показал, что ортодонтические аппараты не оказывают негативное влияние на зубочелюстную систему в период молочного прикуса у детей.
Помимо исследований, Каламкаров занимался активно педагогической деятельностью. В 1968 году получил звание профессора. Под его руководством было защищено 50 кандидатских и 12 докторских диссертаций.
В 1972 году разработал классификацию зубочелюстных аномалий. С 1974 года стал также работать в ЦНИИС. С этого же года был консультантом 4-го Главного управления Министерства здравоохранения СССР и членом Экспертной комиссии ВАК.
С 1976 года Каламкаров возглавлял кафедру ортопедической стоматологии Центрального института усовершенствования врачей.
В 1982—1993 годах — председатель Союзной проблемной комиссии по ортопедической стоматологии при Академии медицинских наук СССР.
За свою научную деятельность Каламкаров опубликовал 6 монографий, более 200 статей, получил 38 авторских свидетельств на изобретения. Его классификация аномалий прикуса стала основой классификации ВОЗ.
Умер 10 февраля 1998 года, похоронен на Армянском кладбище в Москве.